# Afonsinho (Zé Carioca)
Afonsinho é um personagem de história em quadrinhos da Disney. Participa do universo do Zé Carioca, onde é um dos personagens de maior destaque. Foi criado por Ivan Saidenberg (roteiro) e Renato Canini (desenhos) e reside na Vila Xurupita.
O personagem estreou em 1974 na história "Um Guia Em Apuros" publicada pela primeira vez em Zé Carioca #1207, onde foi chamado de Dentinho, no ano seguinte, na história "A Escola De Detetives", também produzida pela dupla e publicada em Zé Carioca #1239, passa a ser conhecido como Afonsinho, em homenagem ao jogador de futebol Afonso Celso Garcia Reis.
Afonsinho é um pato ingênuo, desatento e tímido, e, embora na maior parte do tempo não demonstre inteligência, tem raros momentos de brilhantismo, dos quais o Zé Carioca quer prontamente se aproveitar. Mas, como ele mesmo diz, "as idéias vão se apagando rapidamente na minha cabeça". Assim como seus amigos, Zé Carioca, Pedrão e Nestor, também faz parte da Unidos de Vila Xurupita e do Vila Xurupita Futebol Clube. Nas histórias mais antigas tinha uma quitanda de frutas, onde sempre recebia trotes do Zé. É o assistente do Capitão Porreta, alter-ego do Pedrão. Em raras oportunidades participa dos esquemas do Zé Carioca conscientemente.